# Kendry Páez
Ray Kendry Páez Andrade (Guayaquil, 4 mei 2007) is een Ecuadoraans voetballer die onder contract ligt bij Independiente del Valle.

## Clubcarrière
Páez genoot zijn jeugdopleiding bij Academia Alfaro Moreno, Club Sport Emelec, Club Sport Patria en Independiente del Valle. Na zijn deelname met laatstgenoemde club aan de Next Generation Trophy 2022 in Salzburg trok hij de aandacht van heel wat Europese clubs, waaronder Borussia Dortmund en Manchester United. 
Op vijftienjarige leeftijd werd Páez overgeheveld naar het eerste elftal van Independiente del Valle. Op 25 februari 2023 maakte hij zijn officiële debuut in het eerste elftal van de club: in de competitiewedstrijd tegen Mushuc Runa SC mocht hij starten en legde hij in de 70e minuut de 3-1-eindscore vast. 
In juni 2023 raakte bekend dat Páez op z'n achttiende de overstap zou maken naar Chelsea FC.

## Interlandcarrière

### Jeugdelftallen
In het voorjaar van 2023 nam Páez met Ecuador –17 deel aan de Copa América onder 17. In de twee laatste groepswedstrijden van Ecuador in de finaleronde stond hij aan het kanon. Dit leverde telkens punten op: tegen Argentinië scoorde hij het enige doelpunt van de wedstrijd, in het 1-1-gelijkspel tegen Venezuela opende hij de score. Door 11 op 15 te pakken in de finaleronde plaatste Ecuador zich voor het WK onder 17 in Indonesië. In oktober 2022 had Páez ook al tegen Argentinië –17 gescoord in een oefenwedstrijd.
Enkele dagen na zijn zestiende verjaardag werd Páez opgeroepen voor het WK onder 20 van 2023. In januari 2023 was hij ook al in beeld geweest voor de Copa América onder 20, maar toen werd hij uiteindelijk niet geselecteerd teneinde zijn doorstroming naar de eerste ploeg van Independiente del Valle niet in de weg te staan. Op het WK onder 20 in Argentinië stond Páez, die de jongste van alle deelnemers was, in de basis in alle drie de groepswedstrijden, alsook in de achtste finale tegen Zuid-Korea. In de 9-0-zege tegen Fiji op de derde groepsspeeldag opende hij de score, waardoor hij met zijn 16 jaar en 22 dagen de jongste doelpuntenmaker ooit werd in een WK onder 20-wedstrijd.

### Ecuador
Páez maakte op 12 september 2023 zijn interlanddebuut voor Ecuador: in de WK-kwalificatiewedstrijd tegen Uruguay (2-1-winst) liet bondscoach Félix Sánchez Bas hem starten. In zijn debuutinterland was Páez meteen goed voor een assist: op het uur bediende hij Félix Torres, die daarop de 2-1-eindscore vastlegde. Páez was bij zijn interlanddebuut de jongste speler ooit bij Ecuador en de tweede jongste speler ooit bij een Zuid-Amerikaans land – Diego Maradona was bij zijn interlanddebuut in 1977 elf dagen jonger. In zijn tweede interland opende hij zijn doelpuntenrekening voor Ecuador en werd hij de jongste doelpuntenmaker 

| Interlands van Kendry Páez             | Interlands van Kendry Páez             | Interlands van Kendry Páez             | Interlands van Kendry Páez             | Interlands van Kendry Páez             | Interlands van Kendry Páez             | Interlands van Kendry Páez             |
| No.                                    | Datum                                  | Wedstrijd                              | Uitslag                                | Soort Wedstrijd                        | Doelpunten                             |                                        |
| Als speler bij Independiente del Valle | Als speler bij Independiente del Valle | Als speler bij Independiente del Valle | Als speler bij Independiente del Valle | Als speler bij Independiente del Valle | Als speler bij Independiente del Valle | Als speler bij Independiente del Valle |
| -------------------------------------- | -------------------------------------- | -------------------------------------- | -------------------------------------- | -------------------------------------- | -------------------------------------- | -------------------------------------- |
| 1.                                     | 12 september 2023                      | Ecuador – Uruguay                      | 2 – 1                                  | Kwalificatie WK 2026                   | -                                      |                                        |
| 2.                                     | 12 oktober 2023                        | Bolivia – Ecuador                      | 1 – 2                                  | Kwalificatie WK 2026                   | 45'                                    |                                        |
| 3.                                     | 17 oktober 2023                        | Ecuador – Colombia                     | 0 – 0                                  | Kwalificatie WK 2026                   | -                                      |                                        |
| Totaal                                 | Totaal                                 | Totaal                                 | Totaal                                 | Totaal                                 | 1                                      |                                        |

Bijgewerkt tot 18 oktober 2023